# Attorney General
Der Attorney General oder Attorney-General ist in Regierungssystemen, die sich an das Common Law anlehnen, der oberste Rechtsberater der Regierung. In einigen Fällen obliegt ihm auch die Kontrolle der Strafverfolgungsbehörden und die allgemeine Verantwortung für die innere Sicherheit. Das Amt entspricht, mit unterschiedlichen Gewichtungen in verschiedenen Regierungssystemen, zu Teilen den Verantwortungen eines Innenministers, eines Justizministers bzw. eines Generalstaatsanwalts.

## Ursprüngliche Verwendung
Historisch wurde der Titel Attorney General im Common Law für alle Personen verwendet, die eine Vollmacht hatten, eine Rechtsperson in allen Angelegenheiten, insbesondere aber zur Strafverfolgung, zu vertreten. Vor der Einstellung professioneller Staatsanwälte war es üblich, dass die Seite des Staats vor Gericht durch eine hierzu ermächtigte Privatperson, meist private Anwälte, eingenommen wurde. Die Ermächtigung erteilte eine für diesen Fall einberufene Grand Jury mit einer als bill of indictment bezeichneten Vollmacht. Die Strafverfolgung durch Privatpersonen mit Einzelvollmacht ist heute nicht mehr üblich, findet aber gelegentlich noch in der Gestalt eines special prosecutor oder independent counsel Verwendung.

## Einzelne Länder

### Kanada
In Kanada ist der Attorney General (Generalstaatsanwalt) Mitglied des Kabinetts. In der Regel ist er zugleich der Justizminister.

### Namibia
In Namibia ist der Attorney-General Mitglied des Kabinetts, jedoch nicht zwangsläufig zugleich Minister. Seine Aufgaben liegen im Kapitel 9, Artikel 86 und Artikel 87 der Verfassung Namibias begründet. Er ist der verantwortliche Leiter des Büros des Generalstaatsanwaltes, erster Rechtsberater der Regierung und des Staatspräsidenten und Wächter der Verfassung. Anders als in anderen Staaten ist der Attorney-General nicht in Personalunion auch der Generalstaatsanwalt (englisch Prosecutor General).

### Neuseeland
In Neuseeland ist der Attorney-General fast immer Mitglied des Kabinetts. Er besetzt den Rang eines Ministers.

### Sierra Leone
In Sierra Leone ist der Attorney-General in Personalunion auch Justizminister und damit Mitglied des Kabinetts. Seit 16. April 2018 hat Charles Margai das Amt inne.

### Vereinigtes Königreich
Im Vereinigten Königreich ist der Attorney General (Generalstaatsanwalt) ebenfalls Mitglied des Kabinetts. Er ist allerdings nur bei Bedarf Teilnehmer der Kabinettssitzung und ist nicht Justizminister. Bis zur Einführung des Amtes des Justizministers im Jahr 2007 war der Lordkanzler Oberhaupt der Justiz.

### Vereinigte Staaten
Auf Bundesebene ist der Attorney General of the United States Mitglied des Kabinetts und steht dem Justizministerium vor. Er wird vom Präsidenten mit Zustimmung des Senats ernannt. Im Rahmen seiner Tätigkeit übt er die Kontrolle über die Strafverfolgungsbehörden des Bundes aus und vertritt die Vereinigten Staaten formell vor Gericht. Die tatsächliche Vertretung wird in Gerichtsverhandlungen aber in den meisten Fällen vom Solicitor General ausgeübt.
Das Amt des Attorney General existiert auch in den Bundesstaaten und beinhaltet ähnliche Verantwortungsbereiche wie das Pendant auf Bundesebene. In den meisten Bundesstaaten wird der Attorney General vom Volk direkt gewählt (auf vier Jahre), in den übrigen wird er vom Gouverneur, der Legislative oder durch den Obersten Gerichtshof ernannt.